# 国際連合原子力委員会
国際連合原子力委員会（こくさいれんごうげんしりょくいいんかい、United Nations Atomic Energy Commission (UNAEC)）は、初期の国際連合に原子力兵器の国際管理を推進するために設置されていた委員会である。
1946年1月24日、第1回国際連合総会において創設が決議された。決議では「原子力の発見によって生じた問題に対処する」ことを創設の目的としていた。
総会は原子力委員会に、次の事項についての「具体的な提案をする」ことを求めた。
- (a) 平和目的のための基本的な科学情報の交換を全ての国の間で拡大すること。
- (b) 平和目的のみの使用を確実にするために必要な範囲で原子力を管理すること。
- (c) 原子兵器および大量破壊に適応可能なその他全ての主要兵器を国の軍備から排除すること。
- (d) 違反や回避の危険から遵守する国を保護するための査察その他の手段による効果的な保障措置をとること。

1946年12月14日、総会は、原子力委員会による報告書の迅速な完成と、安全保障理事会での審議を求めるフォローアップ決議を採択した。安保理は同年12月31日に報告書を受け取り、1947年3月10日に「報告書の各部分に対して理事国が表明した、いかなる合意も予備的なものであることを認識する」決議を行い、第二次報告書の作成を要請した。1948年11月4日、総会は、原子力委員会の第1、第2、第3の報告書を検討し、第3の報告書に示されているような行き詰まりに深い懸念を表明するという決議を採択した。
1946年6月14日、原子力委員会のアメリカ代表のバーナード・バルークは、「バルーク・プラン」を発表した。これは、当時唯一の核兵器保有国であったアメリカが、国連が安保理の拒否権を行使しない形で原子力開発を規制することを条件に、核兵器を廃棄するというものである。このプランは原子力委員会では可決されたが、ソビエト連邦は同意せず、安保理での採決を棄権した。1948年になっても議論は続いたが、1947年初頭には合意の可能性が低いことが明らかになっていた。
原子力委員会は1949年7月に活動を停止し、総会は1952年に正式に原子力委員会を解散させ、非核兵器の軍縮に関する通常兵器委員会と統合されて軍縮委員会が設立された。